# 印古什人
印古什人（俄语：Ингуши）是一個居住在北高加索地区的民族，自称加尔盖人（印古什語：Галгай）。主要分布於俄羅斯聯邦的印古什共和国境內。印古什又譯為殷古什、英古什。

## 歷史
印古什人与车臣人關係密切，均是高加索山區古代居民的后裔。13世纪遭到蒙古人入侵，16、17世纪开始迁居平原。19世纪上半叶被沙俄兼并。1917年曾建立苏维埃政权，后两度被白军占领。1920年，苏维埃政權重建，1922年，印古什自治州成立，1936年，改为自治共和国。
1944年他們被指通敵與車臣人一起被斯大林發配中亞，直到1957年才被允许返回家乡。

## 語言
印古什人的語言印古什语，與車臣語同属高加索语系北高加索語支。前蘇聯時期创制以西里爾字母为基础的拼音文字。语言中波斯语、突厥語和俄语借詞較多。

## 宗教
印古什人信奉伊斯蘭教，多为蘇菲派教徒。

## 經濟
平原地区的印古什人主要从事農業，山区居民則以畜牧业為生。

## 外部連結
- News and History of Ingushetia
- The Ingush people